# ATP 500

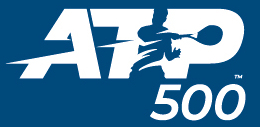
Logo des tournois ATP 500.

Les tournois ATP 500 (anciennement appelés ATP Championship Series de 1990 à 1997, ATP International Series Gold de 1998 à 2008 et ATP World Tour 500  de 2009 à 2018) désignent les tournois de tennis du circuit professionnel masculin, l'ATP Tour, qui rapportent actuellement 500 points au classement technique de l'ATP au vainqueur. Ces tournois sont situés entre les ATP Masters 1000 et les ATP 250 du point de vue du prestige et des points. Contrairement aux Masters 1000, la liste des tournois classés ATP 500 est susceptible de changer chaque année.
Actuellement, treize tournois sont classés dans cette catégorie.
Le record de titres est détenu en simple par le Suisse Roger Federer, avec 24 titres, et en double par le Canadien Daniel Nestor (20 titres).

## Points ATP
| Tour           | 32 joueurs | 48 joueurs |
| -------------- | ---------- | ---------- |
| Victoire       | 500        | 500        |
| Finale         | 330        | 330        |
| 1/2 finales    | 200        | 200        |
| 1/4 de finale  | 100        | 100        |
| 1/8 de finale  | 50         | 50         |
| 1/16 de finale | -          | 25         |
| 1er tour       | 0          | 0          |

| Tour             | 16 équipes |
| ---------------- | ---------- |
| Victoire         | 500        |
| Finale           | 300        |
| Demi-finales     | 180        |
| Quarts de finale | 90         |
| 1er tour         | 0          |

## Palmarès en simple
Cette section liste l'ensemble du palmarès des tournois de la catégorie depuis sa création en 1990.

### Saison en cours
| Date  | Nom et lieu du tournoi                                 | Dotation    | Surface      | Vainqueur          | Finaliste                   | Score          | Tableau |
| ----- | ------------------------------------------------------ | ----------- | ------------ | ------------------ | --------------------------- | -------------- | ------- |
| 03/02 | ABN AMRO Open, Rotterdam                               | 2 401 550 € | Dur (int.)   | Carlos Alcaraz     | Alex de Minaur              | 6-4, 3-6, 6-2  | Tableau |
| 03/02 | Dallas Open, Dallas                                    | 2 760 000 $ | Dur (int.)   | Denis Shapovalov   | Casper Ruud                 | 7-65, 6-3      | Tableau |
| 17/02 | Qatar Exxonmobil Open, Doha                            | 2 760 000 $ | Dur (ext.)   | Andrey Rublev      | Jack Draper                 | 7-5, 5-7, 6-1  | Tableau |
| 17/02 | Rio Open presented by Claro, Rio de Janeiro            | 2 396 115 $ | Terre (ext.) | Sebastián Báez     | Alexandre Muller            | 6-2 , 6-3      | Tableau |
| 24/02 | Dubai Duty Free Tennis Championships, Dubaï            | 3 237 670 $ | Dur (ext.)   | Stéfanos Tsitsipás | Félix Auger-Aliassime       | 6-3, 6-3       | Tableau |
| 24/02 | Abierto Mexicano Telcel, Acapulco                      | 2 585 410 $ | Dur (ext.)   | Tomáš Macháč       | Alejandro Davidovich Fokina | 7-66, 6-2      | Tableau |
| 14/04 | Barcelona Open Banc Sabadell, Barcelone                | 2 889 200 € | Terre (ext.) | Holger Rune        | Carlos Alcaraz              | 7-66, 6-2      | Tableau |
| 14/04 | BMW Open by American Express, Munich                   | 2 500 000 € | Terre (ext.) | Alexander Zverev   | Ben Shelton                 | 6-2, 6-4       | Tableau |
| 18/05 | Hamburg Open, Hambourg                                 | 2 158 560 € | Terre (ext.) | Flavio Cobolli     | Andrey Rublev               | 6-2, 6-4       | Tableau |
| 16/06 | Terra Wortmann Open, Halle                             | 2 522 220 € | Gazon (ext.) | Alexander Bublik   | Daniil Medvedev             | 6-3, 7-64      | Tableau |
| 16/06 | HSBC Championships, Londres                            | 2 522 220 € | Gazon (ext.) | Carlos Alcaraz     | Jiří Lehečka                | 7-5, 65-7, 6-2 | Tableau |
| 21/07 | Mubadala Citi DC Open, Washington                      | 2 396 115 $ | Dur (ext.)   | Alex de Minaur     | Alejandro Davidovich Fokina | 5-7, 6-1, 7-63 | Tableau |
| 24/09 | Kinoshita Group Japan Open Tennis Championships, Tokyo | $           | Dur (ext.)   |                    |                             |                | Tableau |
| 25/09 | China Open, Pékin                                      | $           | Dur (ext.)   |                    |                             |                | Tableau |
| 20/10 | Erste Bank Open, Vienne                                | 2 736 875 € | Dur (int.)   |                    |                             |                | Tableau |
| 20/10 | Swiss Indoors Basel, Bâle                              | €           | Dur (int.)   |                    |                             |                | Tableau |

## Liste des vainqueurs en simple
| Saison | Rotterdam             | Rio de Jan.     | Dubaï            | Acapulco        | Barcelone       | Londres          | Halle           | Hambourg           | Washington      | Pékin              | Tokyo            | Astana           | St.-Ptbrg    | Vienne         | Bâle                  |
| ------ | --------------------- | --------------- | ---------------- | --------------- | --------------- | ---------------- | --------------- | ------------------ | --------------- | ------------------ | ---------------- | ---------------- | ------------ | -------------- | --------------------- |
| 2024   | Sinner (4/5)          | Báez 0          | Humbert (2/2)    | de Minaur (2/2) | Ruud 0          | Paul 0           | Sinner (5/5)    | Fils (1/2)         | S. Korda 0      | Alcaraz (5/5)      | Fils (2/2)       | ATP 250          | Non tenu     | Draper 0       | Mpetshi Perricard 0   |
| 2023   | Medvedev (3/4)        | Norrie 0        | Medvedev (4/4)   | de Minaur (1/2) | Alcaraz (3/5)   | Alcaraz (4/5)    | Bublik 0        | Zverev (5/5)       | Evans 0         | Sinner (2/5)       | Shelton 0        | ATP 250          | Non tenu     | Sinner (3/5)   | Auger-Aliassime (3/3) |
| 2022   | Auger-Aliassime (1/3) | Alcaraz (1/5)   | Rublev (5/5)     | Nadal (23/23)   | Alcaraz (2/5)   | Berrettini (2/2) | Hurkacz 0       | Musetti 0          | Kyrgios (4/4)   | Annulé             | Fritz 0          | Djokovic (15/15) | Annulé       | Medvedev (2/4) | Auger-Aliassime (2/3) |
| 2021   | Rublev (4/5)          | Annulé          | Karatsev 0       | Zverev (3/5)    | Nadal (22/23)   | Berrettini (1/2) | Humbert (1/2)   | Carreño Busta 0    | Sinner (1/5)    | Annulé             | Annulé           | ATP 250          | ATP 250      | Zverev (4/5)   | Annulé                |
| 2020   | Monfils (3/3)         | Garín 0         | Djokovic (14/15) | Nadal (21/23)   | Annulé          | Annulé           | Annulé          | Rublev (1/5)       | Annulé          | Annulé             | Annulé           | ATP 250          | Rublev (2/5) | Rublev (3/5)   | Annulé                |
| 2019   | Monfils (2/3)         | Djere 0         | Federer (22/24)  | Kyrgios (2/4)   | Thiem (3/5)     | López (3/3)      | Federer (23/24) | Basilashvili (3/3) | Kyrgios (3/4)   | Thiem (4/5)        | Djokovic (13/15) | Non tenu         | ATP 250      | Thiem (5/5)    | Federer (24/24)       |
| 2018   | Federer (20/24)       | Schwartzman 0   | Bautista-Agut 0  | del Potro (9/9) | Nadal (20/23)   | Čilić (2/2)      | Ćorić 0         | Basilashvili (1/3) | Zverev (2/5)    | Basilashvili (2/3) | Medvedev (1/4)   | Non tenu         | ATP 250      | Anderson 0     | Federer (21/24)       |
| 2017   | Tsonga (2/2)          | Thiem (2/5)     | Murray (9/9)     | Querrey (2/2)   | Nadal (18/23)   | López (2/3)      | Federer (18/24) | L. Mayer (2/2)     | Zverev (1/5)    | Nadal (19/23)      | Goffin 0         | Non tenu         | ATP 250      | Pouille 0      | Federer (19/24)       |
| 2016   | Kližan (1/2)          | Cuevas 0        | Wawrinka (3/3)   | Thiem (1/5)     | Nadal (17/23)   | Murray (6/9)     | F. Mayer 0      | Kližan (2/2)       | Monfils (1/3)   | Murray (7/9)       | Kyrgios (1/4)    | Non tenu         | ATP 250      | Murray (8/9)   | Čilić (1/2)           |
| 2015   | Wawrinka (1/3)        | Ferrer (8/10)   | Federer (15/24)  | Ferrer (9/10)   | Nishikori (5/6) | Murray (5/9)     | Federer (16/24) | Nadal (16/23)      | Nishikori (6/6) | Djokovic (12/15)   | Wawrinka (2/3)   | Non tenu         | ATP 250      | Ferrer (10/10) | Federer (17/24)       |
|        | ↓                     | ↓               | ↓                | ↓               | ↓               | ↓                | ↓               | ↓                  | ↓               | ↓                  | ↓                | ↓                | ↓            | Valence        | ↓                     |
| 2014   | Berdych (3/3)         | Nadal (15/23)   | Federer (13/24)  | Dimitrov 0      | Nishikori (3/6) | ATP 250          | ATP 250         | L. Mayer (1/2)     | Raonic 0        | Djokovic (11/15)   | Nishikori (4/6)  | Non tenu         | Non tenu     | Murray (4/9)   | Federer (14/24)       |
|        | ↓                     | Memphis         | ↓                | ↓               | ↓               | ↓                | ↓               | ↓                  | ↓               | ↓                  | ↓                | ↓                | ↓            | ↓              | ↓                     |
| 2013   | del Potro (5/9)       | Nishikori (2/6) | Djokovic (9/15)  | Nadal (13/23)   | Nadal (14/23)   | ATP 250          | ATP 250         | Fognini 0          | del Potro (6/9) | Djokovic (10/15)   | del Potro (7/9)  | Non tenu         | ATP 250      | Youzhny (2/2)  | del Potro (8/9)       |
| 2012   | Federer (11/24)       | Melzer 0        | Federer (12/24)  | Ferrer (6/10)   | Nadal (12/23)   | ATP 250          | ATP 250         | Mónaco (2/2)       | Dolgopolov 0    | Djokovic (8/15)    | Nishikori (1/6)  | Non tenu         | ATP 250      | Ferrer (7/10)  | del Potro (4/9)       |
| 2011   | Söderling (2/2)       | Roddick (5/5)   | Djokovic (7/15)  | Ferrer (5/10)   | Nadal (11/23)   | ATP 250          | ATP 250         | Simon 0            | Štěpánek (2/2)  | Berdych (2/3)      | Murray (3/9)     | Non tenu         | ATP 250      | Granollers 0   | Federer (10/24)       |
| 2010   | Söderling (1/2)       | Querrey (1/2)   | Djokovic (5/15)  | Ferrer (3/10)   | Verdasco 0      | ATP 250          | ATP 250         | Golubev 0          | Nalbandian 0    | Djokovic (6/15)    | Nadal (10/23)    | Non tenu         | ATP 250      | Ferrer (4/10)  | Federer (9/24)        |
| 2009   | Murray (1/9)          | Roddick (4/5)   | Djokovic (2/15)  | Almagro (2/2)   | Nadal (9/23)    | ATP 250          | ATP 250         | Davydenko 0        | del Potro (3/9) | Djokovic (3/15)    | Tsonga (1/2)     | Non tenu         | ATP 250      | Murray (2/9)   | Djokovic (4/15)       |

| Saison | Rotterdam        | Memphis             | Dubaï            | Acapulco        | Barcelone     |        | Stuttgart       | Kitzbühel       | Washington     | Indianapolis   | Tokyo          | Vienne          |            |
| ------ | ---------------- | ------------------- | ---------------- | --------------- | ------------- | ------ | --------------- | --------------- | -------------- | -------------- | -------------- | --------------- | ---------- |
| 2008   | Llodra           | Darcis              | Roddick (3/5)    | Almagro (1/2)   | Nadal (8/23)  | NC     | del Potro (1/9) | del Potro (2/9) | NC             | NC             | Berdych (1/3)  | Petzschner      | NC         |
| 2007   | Youzhny (1/2)    | Haas (4/4)          | Federer (8/24)   | Chela (2/2)     | Nadal (6/23)  | NC     | Nadal (7/23)    | Mónaco (1/2)    | NC             | NC             | Ferrer (2/10)  | Djokovic (1/15) | NC         |
| 2006   | Štěpánek (1/2)   | Haas (3/4)          | Nadal (4/23)     | Horna           | Nadal (5/23)  | NC     | Ferrer (1/10)   | Calleri (2/2)   | NC             | NC             | Federer (7/24) | Ljubičić (2/2)  | NC         |
| 2005   | Federer (5/24)   | Carlsen (2/2)       | Federer (6/24)   | Nadal (1/23)    | Nadal (2/23)  | NC     | Nadal (3/23)    | Gaudio (2/2)    | NC             | NC             | Moodie         | Ljubičić (1/2)  | NC         |
| 2004   | Hewitt (2/2)     | Johansson           | Federer (4/24)   | Moyà (3/3)      | Robredo       | NC     | Cañas           | Massú           | NC             | NC             | Novák          | López (1/3)     | NC         |
| 2003   | Mirnyi           | Dent                | Federer (2/24)   | Calleri (1/2)   | Moyà (2/3)    | NC     | Coria (1/2)     | Coria (2/2)     | NC             | NC             | Schüttler      | Federer (3/24)  | NC         |
| 2002   | Escudé (2/2)     | Roddick (2/5)       | Santoro          | Moyà (1/3)      | Gaudio (1/2)  | NC     | NC              | Corretja (5/5)  | Blake          | Rusedski (3/3) | Carlsen (1/2)  | Federer (1/24)  | NC         |
| 2001   | Escudé (1/2)     | Philippoussis (2/2) | Ferrero (1/2)    | Kuerten (3/4)   | Ferrero (2/2) | NC     | Kuerten (4/4)   | Lapentti (2/2)  | Roddick (1/5)  | Rafter         | Hewitt (1/2)   | Haas (2/4)      | NC         |
|        | ↓                | ↓                   | Londres (i)      | Mexico          | ↓             |        | ↓               | ↓               | ↓              | ↓              | ↓              | ↓               |            |
| 2000   | Pioline          | Larsson             | Rosset (2/2)     | Chela (1/2)     | Safin         | NC     | Squillari       | Corretja (3/5)  | Corretja (4/5) | Kuerten (2/4)  | Schalken       | Henman          | NC         |
|        | ↓                | ↓                   | ↓                |                 | ↓             | Tokyo  | ↓               | ↓               | ↓              | ↓              |                | ↓               | Singapour  |
| 1999   | Kafelnikov (4/4) | Haas (1/4)          | Krajicek (5/5)   | NC              | Mantilla      | Kiefer | Norman          | A Costa (2/2)   | Agassi (6/6)   | Lapentti (1/2) | NC             | Rusedski (2/3)  | Ríos (2/2) |
|        | Anvers           | ↓                   | ↓                | Philadelphie    | ↓             | ↓      | ↓               |                 | ↓              | ↓              | New Haven      | ↓               | ↓          |
| 1998   | Rusedski (1/3)   | Philippoussis (1/2) | Kafelnikov (3/4) | Sampras (11/12) | Martin (3/3)  | Pavel  | Kuerten (1/4)   | NC              | Agassi (5/6)   | Corretja (2/5) | Kučera         | Sampras (12/12) | Ríos (1/2) |

| Saison | Anvers           | Memphis        | Milan            | Philadelphie    | Barcelone      | Tokyo          | Stuttgart        | Washington     | Indianapolis   | New Haven        | Vienne           | Singapour        |
| ------ | ---------------- | -------------- | ---------------- | --------------- | -------------- | -------------- | ---------------- | -------------- | -------------- | ---------------- | ---------------- | ---------------- |
| 1997   | Rosset (1/2)     | Chang (4/5)    | Ivanišević (6/7) | Sampras (10/12) | A Costa (1/2)  | Krajicek (4/5) | Corretja (1/5)   | Chang (5/5)    | Björkman       | Kafelnikov (2/4) | Ivanišević (7/7) | Gustafsson (2/2) |
| 1996   | Stich (3/3)      | Sampras (7/12) | Ivanišević (5/7) | Courier (5/5)   | Muster (3/4)   | Sampras (8/12) | Muster (4/4)     | Chang (3/5)    | Sampras (9/12) | O'Brien          | Becker (9/9)     | NC               |
|        | Milan            | ↓              | Stuttgart (i)    | ↓               | ↓              | ↓              | ↓                | ↓              | ↓              | ↓                | Sydney (i)       | Tokyo (i)        |
| 1995   | Kafelnikov (1/4) | Martin (2/3)   | Krajicek (3/5)   | Enqvist (1/2)   | Muster (1/4)   | Courier (4/5)  | Muster (2/4)     | Agassi (3/6)   | Enqvist (2/2)  | Agassi (4/6)     | NC               | Chang (2/5)      |
| 1994   | Becker (7/9)     | Martin (1/3)   | Edberg (7/8)     | Chang (1/5)     | Krajicek (1/5) | Sampras (6/12) | Berasategui      | Edberg (8/8)   | Ferreira       | Becker (8/9)     | Krajicek (2/5)   | Ivanišević (4/7) |
| 1993   | Becker (6/9)     | Courier (2/5)  | Stich (2/3)      | Woodforde       | Medvedev (2/3) | Sampras (5/12) | Gustafsson (1/2) | Mansdorf       | Courier (3/5)  | Medvedev (3/3)   | Yzaga            | Lendl (6/6)      |
|        | Bruxelles        | ↓              | ↓                | ↓               | ↓              | ↓              | ↓                | ↓              | ↓              | ↓                | ↓                | ↓                |
| 1992   | Becker (5/9)     | Washington     | Ivanišević (2/7) | Sampras (3/12)  | C Costa        | Courier (1/5)  | Medvedev (1/3)   | P. Korda (2/2) | Sampras (4/12) | Edberg (6/8)     | Ivanišević (3/7) | Lendl (5/6)      |
|        | ↓                | Philadelphie   | ↓                | Memphis         | ↓              | ↓              | ↓                | ↓              | ↓              | ↓                | ↓                | ↓                |
| 1991   | Forget           | Lendl (3/6)    | Edberg (2/8)     | Lendl (4/5)     | Sánchez        | Edberg (3/8)   | Stich (1/3)      | Agassi (2/6)   | Sampras (2/12) | P. Korda (1/2)   | Edberg (4/8)     | Edberg (5/8)     |
|        | ↓                | Toronto        | ↓                | Philadelphie    | ↓              | ↓              | ↓                | ↓              | ↓              | ↓                | ↓                | ↓                |
| 1990   | Becker (1/9)     | Lendl (1/6)    | Becker (2/9)     | Sampras (1/12)  | Gómez          | Edberg (1/8)   | Ivanišević (1/7) | Agassi (1/6)   | Becker (3/9)   | Rostagno         | Becker (4/9)     | Lendl (2/6)      |

## Records en simple
Les joueurs en gras sont en activité. Mis à jour le 30 octobre 2023,,.
| 1er | Roger Federer         | 24 |
| 2e  | Rafael Nadal          | 23 |
| 3e  | Novak Djokovic        | 15 |
| 4e  | Pete Sampras          | 12 |
| 5e  | David Ferrer          | 10 |
| 6es | Boris Becker          | 9  |
| 6es | Juan Martín del Potro | 9  |
| 6es | Andy Murray           | 9  |
| 9e  | Stefan Edberg         | 8  |
| 10e | Goran Ivanišević      | 7  |

| 1er | Roger Federer         | 31 |
| 2e  | Rafael Nadal          | 29 |
| 3e  | David Ferrer          | 19 |
| 4e  | Novak Djokovic        | 18 |
| 5e  | Boris Becker          | 14 |
| 6es | Pete Sampras          | 13 |
| 6es | Juan Martín del Potro | 13 |
| 6es | Goran Ivanišević      | 13 |
| 9es | Stefan Edberg         | 12 |
| 9es | Kei Nishikori         | 12 |

| 1er | Feliciano López       | 97 |
| 2e  | Fernando Verdasco     | 78 |
| 3es | David Ferrer          | 75 |
| 3es | Philipp Kohlschreiber | 75 |
| 5e  | Tommy Robredo         | 70 |
| 6e  | Mikhail Youzhny       | 65 |
| 7e  | Andreas Seppi         | 64 |
| 8e  | Gilles Simon          | 61 |
| 9es | Tomáš Berdych         | 60 |
| 9es | Grigor Dimitrov       | 60 |

- Le Japonais Kei Nishikori ainsi que les Américains Andre Agassi et Ivan Lendl ont remporté 6 titres.

| 1er | David Ferrer          | 216 |
| 2e  | Roger Federer         | 204 |
| 3e  | Feliciano López       | 198 |
| 4e  | Rafael Nadal          | 195 |
| 5e  | Fernando Verdasco     | 171 |
| 6e  | Goran Ivanišević      | 158 |
| 7e  | Michael Chang         | 153 |
| 8e  | Tomáš Berdych         | 150 |
| 9es | Philipp Kohlschreiber | 146 |
| 9es | Marin Čilić           | 146 |

| 1er | Roger Federer    | 178 |
| 2e  | Rafael Nadal     | 170 |
| 3e  | David Ferrer     | 153 |
| 4e  | Novak Djokovic   | 118 |
| 5e  | Goran Ivanišević | 107 |
| 6e  | Feliciano López  | 105 |
| 7e  | Michael Chang    | 104 |
| 8e  | Kei Nishikori    | 103 |
| 9e  | Boris Becker     | 100 |
| 10e | Tomáš Berdych    | 95  |

| 1er | Roger Federer         | 178 - 26 | 87,3 % |
| 2e  | Rafael Nadal          | 170 - 25 | 87,2 % |
| 3e  | Novak Djokovic        | 118 - 19 | 86,1 % |
| 4e  | Pete Sampras          | 88 - 17  | 83,8 % |
| 5e  | Boris Becker          | 100 - 24 | 80,6 % |
| 6e  | Stefan Edberg         | 86 - 22  | 79,6 % |
| 7e  | Juan Martín del Potro | 87 - 23  | 79,1 % |
| 8e  | Andy Roddick          | 68 - 19  | 78,2 % |
| 9e  | / Ivan Lendl          | 77 - 26  | 74,8 % |
| 10e | Nick Kyrgios          | 43 - 15  | 74,1 % |

Autres record de titres
- sur dur : 21  Roger Federer.
  - sur dur extérieur : 12  Novak Djokovic.
  - sur dur en intérieur : 12  Roger Federer.
- sur gazon : 3  Roger Federer.
- sur moquette : 6  Boris Becker.
- sur terre battue : 18  Rafael Nadal.
- en intérieur : 12  Roger Federer.
- en extérieur : 23  Rafael Nadal.
- dans un même tournoi : 12  Rafael Nadal à Barcelone.
- sur une saison : 4  Boris Becker en 1990,  Stefan Edberg en 1991 et  Juan Martín del Potro en 2013.
- Plus jeune vainqueur :  Andrei Medvedev en 1992 à Stuttgart à 17 ans 10 mois et 13 jours.
- Plus vieux vainqueur :  Roger Federer en 2019 à Bâle à 38 ans 2 mois et 13 jours.

## Records en double
Mis à jour le 4 novembre 2024.
| 1er  | Daniel Nestor   | 20 |
| 2e   | Nenad Zimonjić  | 17 |
| 3e   | Mark Knowles    | 15 |
| 4es  | Bob Bryan       | 14 |
| 4es  | Mike Bryan      | 14 |
| 6e   | Todd Woodbridge | 12 |
| 7es  | Mark Woodforde  | 11 |
| 7es  | Marcelo Melo    | 11 |
| 9e   | Horia Tecău     | 10 |
| 10es | Martin Damm     | 9  |
| 10es | Ivan Dodig      | 9  |
| 10es | Łukasz Kubot    | 9  |
| 10es | Jamie Murray    | 9  |
| 10es | John Peers      | 9  |
| 10es | Bruno Soares    | 9  |